# Malenice
Malenice – dzielnica Radomia, dawniej wieś, też pod nazwą Maleńce.
Znajduje się w południowo-wschodniej części miasta przy drodze krajowej nr 9. W dzielnicy znajduje się osiedle domów jednorodzinnych, skoncentrowane wokół ulicy Malenickiej, w tym także Publiczna Szkoła Podstawowa nr 20 im. Obrońców Pokoju.
Dojazd do Malenic możliwy jest liniami: 2, 11 i 15 (do ulicy Słowackiego) oraz linii 19 kursującej wzdłuż ulicy Malenickiej.